# 이제 만나러 갑니다
《이제 만나러 갑니다》는 대한민국의 채널A에 방송하는 통일 전문 예능 프로그램이며, 종합편성채널 개국 이래 사상 최초였다.

## 기획 의도
탈북, 북송, 그리고 몇 차례의 죽을 고비를 넘기고 이제는 대한민국의 국민으로 정착한 탈북 미녀들! 6.25 전쟁 이후 단절되어 있던 민족의 벽. 아직도 그들을 울리는 남한 사회의 오해와 편견! 남과 북의 화합을 모색하는 소통 버라이어티 프로그램

## 방송 일정
매주 일요일 밤 11시부터 12시반까지 방송하고 있다.

## 진행자
현재 진행자
- 남희석
- 김태훈
- 김종민
- 진중권
- 썬 킴
- 김진기자

전문가(반고정 패널)
- 박새암 - 거의 항상 출연하지만 가끔 밑의 패널들과 교대하는 경우가 있다.
- 임영선 - 통일방송 대표. 인민군 장교 출신. 1993년에 북한에서 국가전복을 기도하려다 실패하여 탈북하였다.
- 김성민 - 자유북한방송 대표.
- 김길선 - 기자 출신. 김일성종합대학 졸업. 여성 전문가. 현재 유튜브채널 '김길선의 평양만사'를 운영하고 있다.
- 태영호 - 국민의힘 의원, 본 프로그램의 팬. 어느 인터뷰 하는 곳에서 자신이 이제 만나러 갑니다의 팬이라고 밝혔기 때문이다. 외교관으로서 북한의 당시 상황에 대해 증언한다.
- 고영환 - 태영호보다 먼저 탈북한 북한 외교관 출신 전문가이다.
- 하태경 - NL(정파) 계열 운동권 출신이다 보니 주로 남한의 진보세력에 대한 역사를 이야기할 때 자주 출연하여 PD(정파)계열 출신인 진중권과 아웅다웅하는 꽁트(...)를 선보일 때가 있다.
- - 전직 장성이니만큼 주로 군 관련 이슈가 있으면 출연한다. 대부분 이슈에서 보수적인 스탠스를 취하고 있다.

탈북민 출연진
- 강나라
- 김아라 - 어머니랑 둘이서 18세였던 2009년에 한국에 입국하였다.
- 류희진 - 2014년 12월에 탈북했다
- 박명호 - 2006년 가족을 이끌고 탈북했다.
- 이순실- 2007년 한국으로 입국에 성공했다.
- 신은하 - 2003년 대한민국에 입국하였다.
- 신은희 - 2003년 대한민국에 입국하였다.
- 최송죽
- 한수애
- 박유성 - 함경북도 회령시 출신의 방송인. 탈북 남성 방송인 중 젊은 세대에서 가장 유명한 방송인이기도 하다.
- 박은희 - 강원도 원산시 출신의 탈북민.
- 이도건 - 평양시 출신의 탈북민. 2020년대에 한국에 입국한 탈북민이다. 주성하 기자의 유튜브에 출연하여 연평도 포격전에 대한 증언을 한 적 있다.
- 이철은 - 황해도 연백군 출신의 탈북민, 전 국가보위성 요원으로 2016년에 수영을 해 귀순을 한 탈북민이다. 북한 보위부에 관해 증언을 하거나 신세대의 동향에 대해 설명한다.
- 김금혁(구 활동명 김준혁)

## 변천사
- 1기 : 2011년 12월부터 2012년 4월까지
  - 이산가족이나 실향민 출신의 일반 주민들의 인터뷰를 나누는 형식 프로그램.
- 2기 : 2012년 4월부터 2021년 6월까지
  - 유명한 탈북 미녀들의 소통 형식 프로그램.
- 3기 : 2021년 6월부터 현재까지
  - 역사속 이야기를 담은 스토리텔링 프로그램.

## 인민 트로트 대전
2020년 4월 5일 433회에서 1회가 방송되었으며, 출연진들이 트로트 대결을 벌이는 대전광역시로 류지원이 우승하였다.
| 이름            | 곡              | 수상            |
| --------------- | --------------- | --------------- |
| 류지원          | 아모르 파티     | 대상 (100만원)  |
| 유현주 & 윤설미 | 당신이 좋아     | 노력상          |
| 박명호          | 님은 먼 곳에    | 인기상 (화장품) |
| 강은정          | 목포행 완행열차 |                 |
| 이소율 & 최주연 | 오라버니        |                 |
| 이순실          | 진진자라        |                 |
| 이별향          | 엄지 척         |                 |
| 조수림          | 십 분 내로      |                 |
| 류희진 & 정유나 | 이따, 이따요    |                 |

## 결방 및 편성 변경
- 2023년 12월 31일 방송사 사정으로 인한 결방.

## 같이 보기
- 모란봉 클럽 (TV조선)
- 통일마당 남남북녀 (경인방송, 1998년 ~ 1999년)